# Zieria obovata
Zieria obovata är en vinruteväxtart som först beskrevs av Cyril Tenison White, och fick sitt nu gällande namn av J.A.Armstr.. Zieria obovata ingår i släktet Zieria och familjen vinruteväxter. Inga underarter finns listade i Catalogue of Life.